# Board of Ordnance

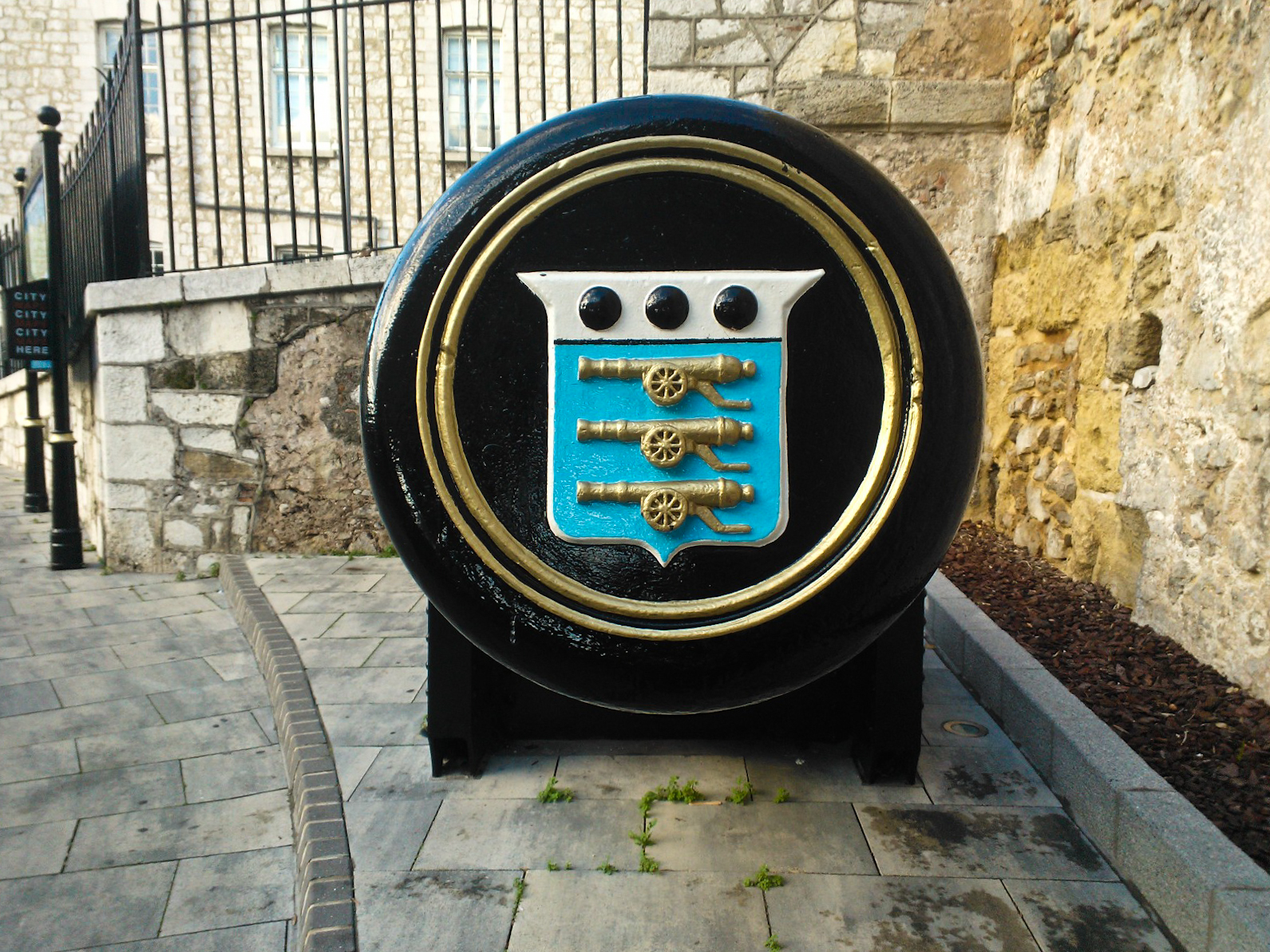
Tygkollegiets heraldiska vapen.

Board of Ordnance, det brittiska tygkollegiet, hade ett medeltida ursprung och fungerade fram till sin nedläggning 1855 som ett civilt krigsmaterielverk för landstridskrafterna och flottan, som fortifikationsförvaltning för landstridskrafterna och som en tredje försvarsgren omfattande artilleriet, fortifikationen och ingenjörstrupperna.

## Organisation

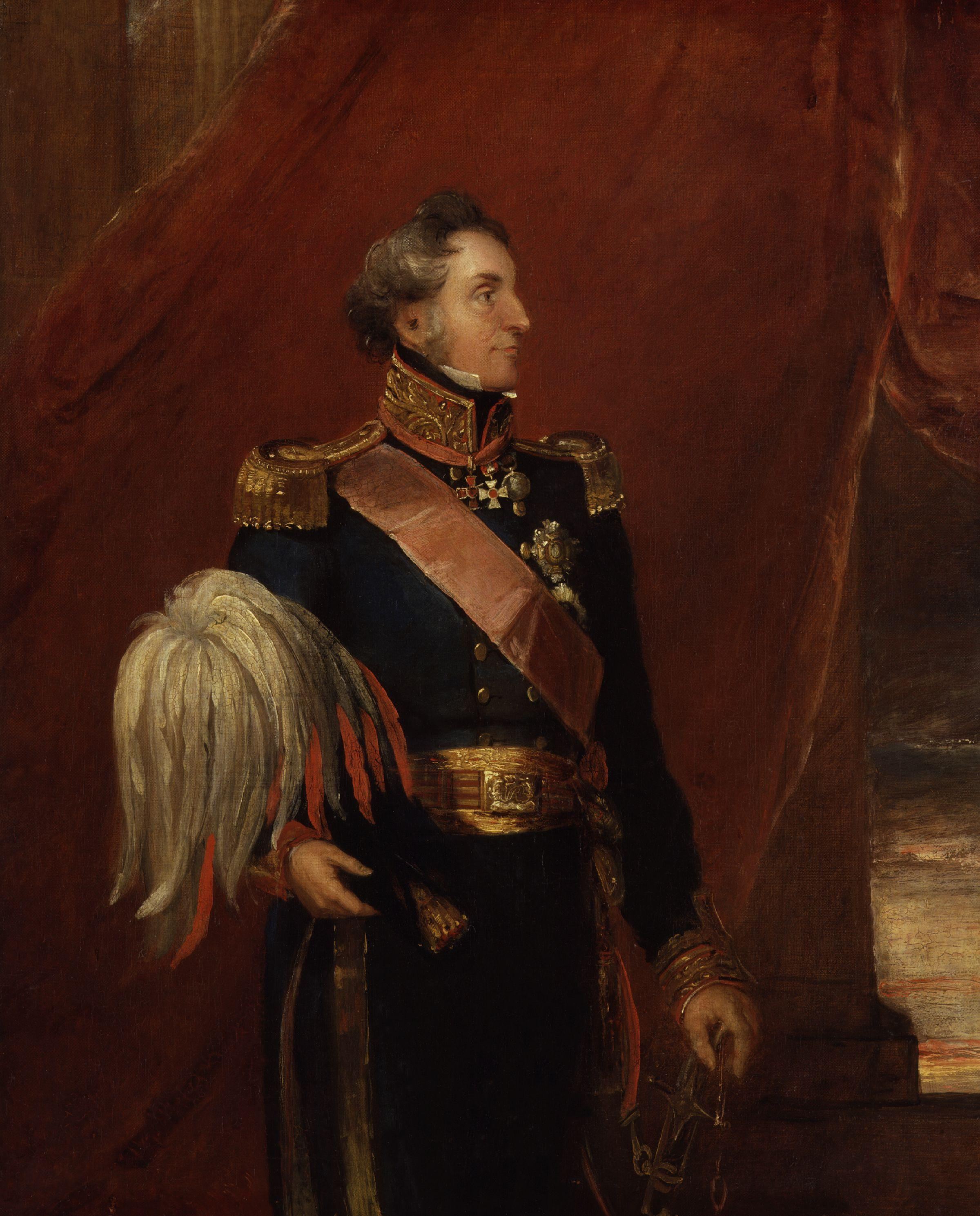
Generalfälttygmästaren i blå generalsuniform.

Tygkollegiet leddes av  generalfälttygmästaren, som alltid var en högre militär. Bland ämbetsinnehavarna återfinns både hertigen av Marlborough och hertigen av Wellington. Generalfälttygmästaren hade säte i kabinettet till 1828 och var regeringens viktigaste militäre rådgivare och expert, då arméchefen tillhörde kungahuset och War Office leddes av en relativt underordnad civil politiker. Under generalfälttygmästaren fungerade en kollegieorganisation införd 1683, med generalfälttygmästarlöjtnanten som president och ledare av det dagliga arbetet. Tygkollegiet hade sitt högkvarter i Towern där även vapen och ammunition lagrades. Det fanns ett stort antal tygstationer spridda över riket och det brittiska imperiet.

## Krigsmaterielverk
Under 1700-talet började kollegiet själv producera den krigsmateriel som landet behövde. Konstruktion och tillverkning av fartygsartilleri för Royal Navy tillhörde en av kollegiets viktigaste arbetsuppgifter. Artillerimaterielen tillverkades vid den kungliga arsenalen i Woolwich. Krutkvarnar fanns i Faversham, Waltham Abbey och Ballincollig. Eldhandvapen och blankvapen tillverkades först i Towern, senare i Lewisham och vid gevärsfaktoriet i Enfield.

## Fortifikationsförvaltning
Sedan mitten av 1600-talet var kollegiet ansvarigt för rikets fästningsverk. Därur utvecklades Ordnance Survey, det brittiska kartverket. Det fick också ansvar för kaserner och kasernvård. 

## Försvarsgren

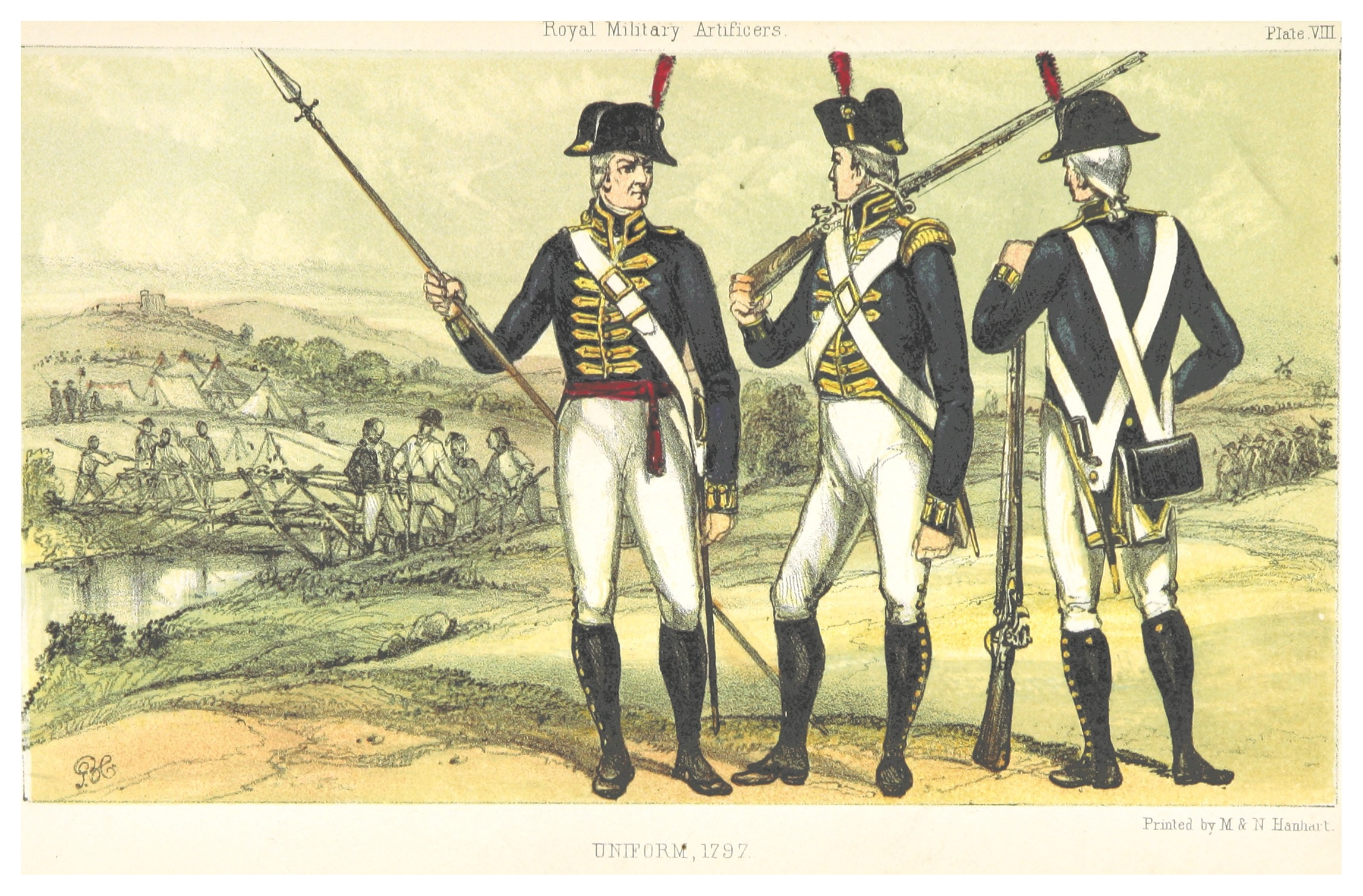
Militärhantverkarkåren hade blå uniformer.

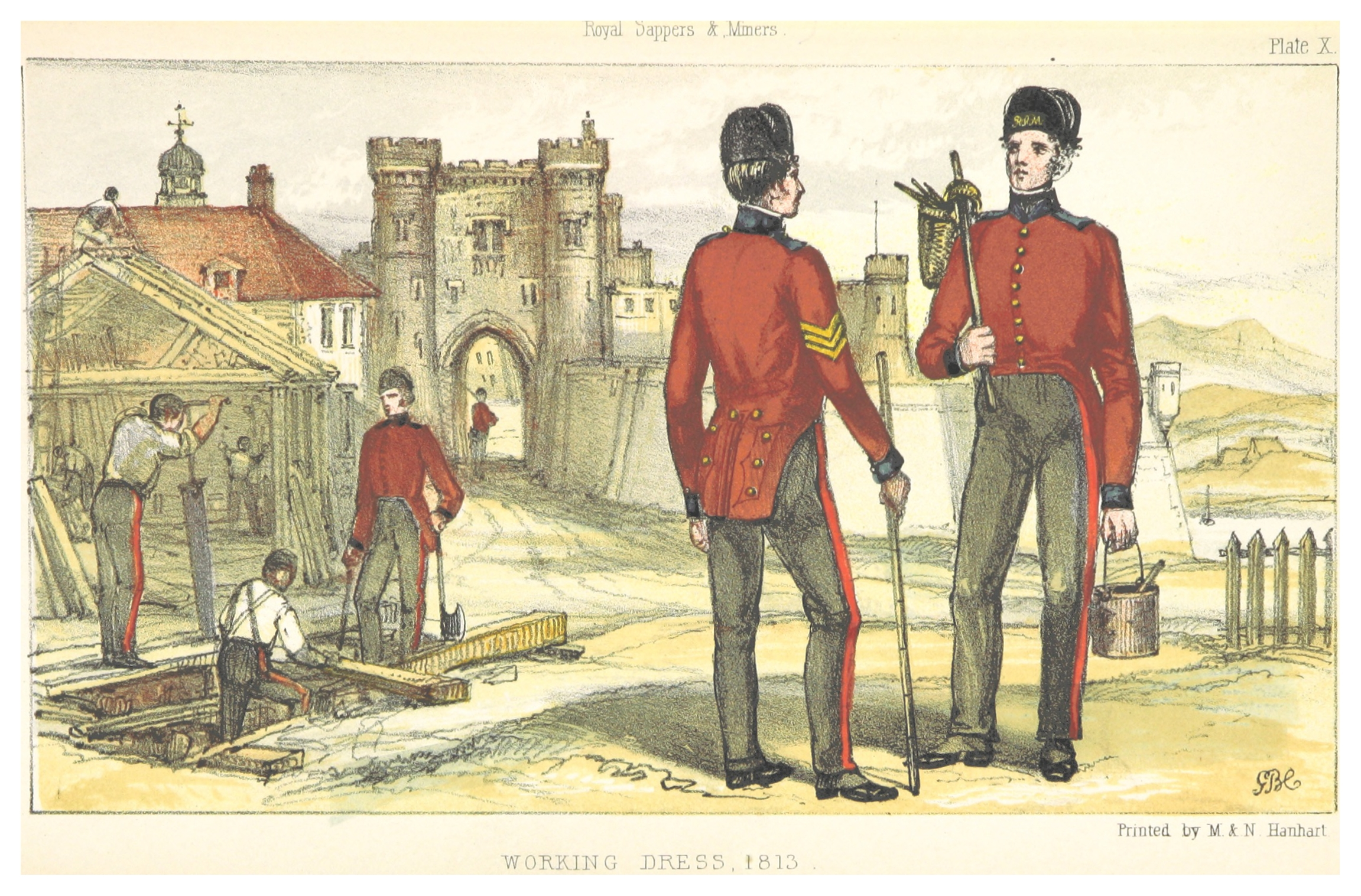
Sappörkåren fick dock röda uniformer.

Som försvarsgren ansvarade kollegiet för ett antal truppslag och personalkårer. Före 1855 tillhörde dessa alltså inte den brittiska armén och lydde inte under War Office. Tygkollegiets trupper hade länge blå uniformer och skilde sig från den egentliga armén genom inre organisation, tjänstegrader, befordran, utbildning, underhållstjänst, sjukvårdstjänst, transportväsende, materielförsörjning och budget. Det var först i fält som ett gemensamt överbefäl upprättades.
- Artilleriet, från 1716 organiserat som ett artilleriregemente, Royal Regiment of Artillery, med generalfälttygmästaren som överste och chef.
- Artillerikuskkåren, Corps of Royal Artillery Drivers inrättades 1793. Tidigare hade kuskarna varit arbetare anställda av civila entreprenörer. Kåren inordnades i artilleriregementet 1822.
- Fortifikationen utgjorde från 1717 en särskil personalkår, Corps of Engineers (från 1787 Corps of Royal Engineers). Den fick militära grader 1757. Ursprungligen hade de blå uniformer, men dessa ändrades till röda 1811.
- Militärhantverkarkåren, Corps of Royal Military Artificers bildades 1787 och fick 1812 namnet sappörkåren, Royal Sappers and Miners. Efter kollegiets nedläggning förenades denna kår 1856 med fortifikationen till de brittiska ingenjörstrupperna. Militärhantverkarna hade blå uniformer, men sappörerna fick röda.
- Field Train Department inrättat 1792 var en civilmilitär stat för tygmaterielförsörjningen i fält. Det var en föregångare till de brittiska tygtrupperna.
- Tygkollegiet hade sedan 1741 en egen krigsskola, Royal Military Academy i Woolwich för utbildning av artilleriofficerare och fortifikationsingenjörer. Genomgången krigsskola var till skillnad från den egentliga armén obligatorisk för alla blivande officerare. Det fanns inget ackordssystem vid tygkollegiets truppslag utan nästan all befordran ägde rum efter en strikt tjänsteåldersprincip.[3]

Tjänstegrader vid tygkollegiets trupper och kårer
| Royal Regiment of Artillery                  | Corps of Royal Engineers | Corps of Royal Artillery Drivers | Corps of Royal Military Artificers |
| -------------------------------------------- | ------------------------ | -------------------------------- | ---------------------------------- |
| Colonel Colonel Commandant                   | Colonel                  | -                                | -                                  |
| Lieutenant Colonel Second Lieutenant Colonel | Lieutenant Colonel       | -                                | -                                  |
| -                                            | Major                    | Major                            | -                                  |
| Captain                                      | Captain                  | Captain Commissary               | -                                  |
| Second Captain                               | Second Captain           | -                                | -                                  |
| First Lieutenant                             | First Lieutenant         | First Lieutenant Commissary      | -                                  |
| Second Lieutenant                            | Second Lieutenant        | Second Lieutenant Commissary     | Sub-Lieutenant                     |
| Quartermaster                                | -                        | Quartermaster Commissary         | -                                  |
| Serjeant Major                               | -                        | -                                | Serjeant Major                     |
| Quartermaster Serjeant                       | -                        | Staff Serjeant                   | -                                  |
| Serjeant                                     | -                        | Serjeant Conductor               | Serjeant                           |
| Corporal                                     | -                        | First Corporal                   | First Corporal                     |
| Bombardier                                   | -                        | Second Corporal                  | Second Corporal                    |
| -                                            | -                        | -                                | Artificer                          |
| Private                                      | -                        | Driver                           | Labourer                           |

1. ↑  Warrant Officer
2. ↑  Warrant Officer

Källa:  
Underlöjtnantsgraden vid Corps of Royal Military Artificers inrättades 1806. Den hade rang efter sekundlöjtnanter vid Royal Engineers, men med sekundlöjtnanter vid linjeregementena efter fullmaktsdatum. Denna grad innehades alltid av befordrade underofficerare. Kompanicheferna vid Corps of Royal Military Artificers var kaptener vid Royal Engineers.
Tjänstebenämningar vid tygkollegiets fältförvaltningsstat
| Field Train Department of the Ordnance | Vederlike med                           |
| -------------------------------------- | --------------------------------------- |
| Chief Commissary                       | regementsofficera                       |
| Commissary                             | regementsofficera                       |
| Assistant Commissary                   | kapten                                  |
| Clerk of Stores                        | subaltern                               |
| Conductor of Stores                    | efter underlöjtnant men före fanjunkare |

- Källa: [8]

Tjänstebenämningar vid tygkollegiets fältläkarstat
| Medical Establishment for the Military Department of the Ordnance | Vederlike med                 |
| ----------------------------------------------------------------- | ----------------------------- |
| Inspector General of Ordnance Hospitals                           | Ingen fastställd tjänsteklass |
| Surgeon General and Inspector                                     | Ingen fastställd tjänsteklass |
| Principal Inspector                                               | Ingen fastställd tjänsteklass |
| Assistant Surgeon General and Deputy Inspector                    | Ingen fastställd tjänsteklass |
| Surgeon                                                           | Ingen fastställd tjänsteklass |
| Assistant Surgeon                                                 | Ingen fastställd tjänsteklass |
| Supernumerary Assistant Surgeon                                   | Ingen fastställd tjänsteklass |

1. ↑  Warrant Officer

Källa: 

## Greenwich
Observatoriet i Greenwich byggdes av kollegiet och finansierades över tygkollegiets budget till 1818.

## Nedläggning
Kollegiet lades ner 1855 på grund av den inkompetens det visat under Krimkriget.